# リンベル
リンベル株式会社（RING BELL）は、東京都中央区に本社を置く企業。日本郵政の持分法適用関連会社である。
主な事業はカタログギフトの制作及び販売であり、結婚の内祝いや引出物、出産、新築、引越しなどの内祝い、法要、香典返しなどの用途を見込む。カタログギフトに掲載されている商品は4万点以上で、2017年12月現在36種類のカタログギフトが存在する。

## 沿革
- 1987年（昭和62年） - ブライダルギフトの企画開発・販売会社として設立。かつての婚礼引出物の限られた商品ジャンル、持ち帰りの不便さといった抱えていた問題点を、贈られた方が選べるというカタログギフトシステムを開発した[4]。
- 1992年（平成4年） - 本社を原宿に移転。
- 2003年（平成15年） - 本社を現在の日本橋に移転。

## コラボレーション
雑誌「婦人画報」や「サライ」、Disneyとコラボレートしたカタログギフトも販売している。